# Magic Sam
{{Info/Música/artista
|nome               = Magic Sam
|imagem             = AABF 1969 Magic Sam JT.jpg
|legenda            = 
|fundo              = cantor_solo
|Nome Completo      = Samuel Gene Maghett
|origem             = Grenada, Mississipi
|país               =  Estados Unidos
|nascimento         = 14 de janeiro de 1937
|falecimento        = {{|1|12|1969|14|2|1937}}
Chicago, Illinois
|apelido            =
|atividade          = 1957 – 1969
|instrumento        = Vocal, Guitarra
|modelos            = 
|gênero             = Chicago blues, soul blues
|gravadora          = Delmark
|afiliações         = 
|website            = 
}}
Samuel "Magic Sam" Gene Maghett (14 de fevereiro de 1937 – 1 de dezembro de 1969) foi um influente músico de blues estadunidense.
O nome artístico Magic Sam foi criado pelo baixista e amigo de infância de Sam, Mack Thompson, na primeira sessão de gravação de Sam para o Cobra, como uma aproximação de "Maghett Sam". O nome que Sam estava usando na época, Good Rocking Sam, já estava sendo usado por outro artista.

## Carreira
Maghett mudou-se para Chicago em 1956, onde sua habilidade na guitarra o fez entrar em clubes de blues no West Side. Ele gravou singles para Cobra Records de 1957 a 1959, incluindo "All Your Love" e "Easy Baby". Eles não chegaram às paradas, mas tiveram uma influência profunda, muito além dos guitarristas e cantores de Chicago. Juntamente com gravações de Otis Rush e Buddy Guy (também artistas do Cobra), o Westside Sound foi um manifesto para um novo tipo de blues.[5]
Nessa época, Magic Sam trabalhou brevemente com Homesick James Williamson. Magic Sam ganhou seguidores antes de ser convocado para o Exército dos EUA. Ele cumpriu seis meses de prisão por deserção e recebeu uma dispensa desonrosa.
Em 1963, seu single "Feelin' Good (We're Gonna Boogie)" ganhou atenção nacional e assinou contrato com a Delmark Records em 1967, para a qual gravou os álbuns West Side Soul e Black Magic. Ele continuou tocando ao vivo e excursionou com uma banda.

## Morte
Aos 32 anos, sofreu um infarto fulminante e deixando sua esposa em dezembro de 1969, enterrado no cemitério Restvale, na cidade de Alsip, Illinois.